# Irish Downloads Chart
De Irish Downloads Chart is een hitlijst in Ierland, die de muziekdownloads van singles bijhoudt. De lijst wordt wekelijks samengesteld door de Irish Recorded Music Association. De eerste lijst dateert uit 2007.